# 2021年北阿坎德邦冰川洪水
2021年2月7日，印度北阿坎德邦杰莫利县焦希默特楠达德维山谷發生冰湖溃决洪水（亦有媒體報道為冰川斷裂並墜落至道里根加河引發洪水），导致阿勒格嫩達河和道里根加河沿岸发生大规模洪水，影响面积约14平方公里。洪水冲毁了一座水电站和河岸边的部分房屋，上百名在附近施工的工人和居民失踪。事故發生時的北阿坎德邦冬季的降雪量减少使得冰川未能及時修復是造成此次灾害的原因之一。